# Playoffs de la ABA de 1971
Los Playoffs de la ABA de 1971 supusieron la culminación de la temporada 1970-71 de la ABA, la cuarta de su historia. Los campeones fueron los Utah Stars, que derrotaron en las Finales a Kentucky Colonels por 4 victorias a 3.
Hubo un partido previo al playoff de desempate por la cuarta plaza de la División Oeste, ya que Texas Chaparrals y Denver Rockets acabaron con el mismo balance de vitorias, 30 por 54 derrotas. El partido se jugó el 1 de abril y terminó con la victoria de los Chaparrals por 115-109.
Fue la primera temporada en la historia de la ABA en la cual el mejor equipo de la temporada regular no acaba consiguiendo el campeonato. Los Indiana Pacers acabaron con 58 victorias y 26 derrotas, por delante de los Utah Stars, a la postre campeones. Asimismo, fue la primera vez que ninguno de los dos líderes de división al término de la temporada regular accede a las Finales.
Zelmo Beaty, de los Stars, fue elegido MVP de los playoffs.

## Equipos clasificados

### División Este
1. Virginia Squires
2. Kentucky Colonels
3. New York Nets
4. The Floridians

### División Oeste
1. Indiana Pacers
2. Utah Stars
3. Memphis Pros
4. Texas Chaparrals

## Tabla
|  | Semifinales de División | Semifinales de División | Semifinales de División |                   |   | Finales de División | Finales de División | Finales de División |  |    | Finales de la ABA | Finales de la ABA | Finales de la ABA |  |
|  |                         |                         |                         |                   |   |                     |                     |                     |  |    |                   |                   |                   |  |
|  |                         |                         |                         |                   |   |                     |                     |                     |  |    |                   |                   |                   |  |
|  | 1                       | Indiana Pacers          | 4                       |                   |   |                     |                     |                     |  |    |                   |                   |                   |  |
|  | 1                       | Indiana Pacers          | 4                       |                   |   |                     |                     |                     |  |    |                   |                   |                   |  |
|  | 3                       | Memphis Pros            | 0                       |                   |   |                     |                     |                     |  |    |                   |                   |                   |  |
|  | 3                       | Memphis Pros            | 0                       |                   | 1 | Indiana Pacers      | 3                   |                     |  |    |                   |                   |                   |  |
|  | División Oeste          |                         |                         |                   | 1 | Indiana Pacers      | 3                   |                     |  |    |                   |                   |                   |  |
|  |                         |                         | 2                       | Utah Stars        | 4 |                     |                     |                     |  |    |                   |                   |                   |  |
|  | 4                       | Texas Chaparrals        | 2                       | Utah Stars        | 4 | 0                   |                     |                     |  |    |                   |                   |                   |  |
|  | 4                       | Texas Chaparrals        |                         |                   |   |                     |                     |                     |  |    |                   |                   |                   |  |
|  | 2                       | Utah Stars              | 4                       |                   |   |                     |                     |                     |  |    |                   |                   |                   |  |
|  | 2                       | Utah Stars              | 4                       |                   |   |                     |                     |                     |  | W2 | Utah Stars        | 4                 |                   |  |
|  |                         |                         |                         |                   |   |                     |                     |                     |  | W2 | Utah Stars        | 4                 |                   |  |
|  |                         |                         | E2                      | Kentucky Colonels | 3 |                     |                     |                     |  |    |                   |                   |                   |  |
|  | 1                       | Virginia Squires        | E2                      | Kentucky Colonels | 3 | 4                   |                     |                     |  |    |                   |                   |                   |  |
|  | 1                       | Virginia Squires        |                         |                   |   |                     |                     |                     |  |    |                   |                   |                   |  |
|  | 3                       | New York Nets           | 2                       |                   |   |                     |                     |                     |  |    |                   |                   |                   |  |
|  | 3                       | New York Nets           | 2                       |                   | 1 | Virginia Squires    | 2                   |                     |  |    |                   |                   |                   |  |
|  | División Este           |                         |                         |                   | 1 | Virginia Squires    | 2                   |                     |  |    |                   |                   |                   |  |
|  |                         |                         | 2                       | Kentucky Colonels | 4 |                     |                     |                     |  |    |                   |                   |                   |  |
|  | 4                       | The Floridians          | 2                       | Kentucky Colonels | 4 | 2                   |                     |                     |  |    |                   |                   |                   |  |
|  | 4                       | The Floridians          |                         |                   |   |                     |                     |                     |  |    |                   |                   |                   |  |
|  | 2                       | Kentucky Colonels       | 4                       |                   |   |                     |                     |                     |  |    |                   |                   |                   |  |
|  | 2                       | Kentucky Colonels       | 4                       |                   |   |                     |                     |                     |  |    |                   |                   |                   |  |
|  |                         |                         |                         |                   |   |                     |                     |                     |  |    |                   |                   |                   |  |